# Čierny Potok
Čierny Potok é um município da Eslováquia, situado no distrito de Rimavská Sobota, na região de Banská Bystrica. Tem 5,91 km² de área e sua população em 2018 foi estimada em 130 habitantes.

## Demografia
| Ano:        | 1994 | 2004   | 2014   | 2024    |
| ----------- | ---- | ------ | ------ | ------- |
| Broj ljudi: | 166  | 156    | 153    | 119     |
| Razlika:    |      | -6,02% | -1,92% | -22,22% |

| Ano:               | 2023 | 2024   |
| ------------------ | ---- | ------ |
| Número de pessoas: | 126  | 119    |
| Diferença:         |      | -5,55% |